# Hallonbomb
Hallonbomb är en svensk musikgrupp bildad i Ljusdal 1986, av Christer Nilsson (gitarr & sång), Kenneth Forssell (bas & sång) samt Håkan Nilsson (trummor). Bandets scedebut skedde i november samma år i en lokal rockbandstävling. )
1989 släpptes bandets debutplatta, en självbetitlad LP. På skivan spelade Pär Åström (se Peer Åström) trummor, på ett antal av låtarna. Detta då Håkan Nilsson tillbringade ett år som utbytesstudent i Reno, Nevada. Under inspelningarna av skivan tillkom gitarristen Ulf Hagberg som medlem i bandet.

## Musikalisk inriktning
Hallonbomb inledde som ett bluesorienterat pop/rockband. När cd:n Tung Medicin släpptes 1994 hade musiken utvecklats till hårdare rock. Med undantag för låten Long Gone på samlingsplattan Sniffing Glue/Curb, så har alla bandets låtar texter på svenska.

## Live-spelningar
Mellan scendebuten 1986 och 1999 gjorde Hallonbomb ett 80-tal spelningar.I början oftast på fritidsgårdar, men så småningom även på pubar och andra nöjesställen. Bland annat medverkade man i Rock-SM 1988, i den deltävling som arrangerades i Gävle.
På sina skivor hade Hallonbomb enbart egna kompositioner. Bandets live-repertoar innehöll dock även blues- och rocklåtar av till exempel John Mayall, Muddy Waters, Creedence Clearwater Revival och J.J. Cale.
Efter Hallonbomb har ett flertal av de musiker som medverkat i bandet, fortsatt att spela tillsammans i olika upplagor av bandet Hion Martell.

## Diskografi

### Album
- Hallonbomb (LP, 1989)
- Tung Medicin (CD, 1994)
- Fattiga Riddare & Skarpa Skor (download album, 2013)

### Singel / EP
- Månda' Igen (EP, 1991)
- Hallonbomb (CD-singel, 1996)

### Samlingsskivor
- Ljudet Från Ljusdal (CD, 1994)
- Sniffing Glue/Curb (CD, 1997)